# Júlio Machado
Júlio Machado (Jundiaí, 1 de janeiro de 1980) é um ator brasileiro. Ele é reconhecido por suas atuações na televisão, como nas novelas Império e Verdades Secretas II, e no cinema, como nos filmes Joaquim e A Sombra do Pai. Foi indicado pela Academia Brasileira de Cinema ao Grande Otelo de Melhor Ator Coadjuvante por Divino Amor em 2020.

## Biografia
Nascido em Jundiaí, interior de São Paulo, o ator se envolveu com a atuação no teatro desde a adolescência por influência de seu irmão mais velho. Aos 20 anos, ele deixou sua cidade natal para estudar artes cênicas na Escola de Arte Dramática da USP, em São Paulo.

## Carreira
Após atuar em algumas peças de teatro, Júlio Machado fez sua estreia nos cinemas em 2006 atuando em uma participação especial no filme Antônia. Continuou atuando em outras produções, como no curta-metragem Eu não Quero Voltar Sozinho e fazendo participações em séries até ganhar notoriedade na televisão em 2014 interpretando o vilão Jairo da novela Império.
Em seguida, começou a fazer diversos trabalhos de destaque em cinema e televisão. Em 2016, fez sua segunda novela, novamente como um vilão, em Velho Chico. Em 2017, teve seu primeiro personagem protagonista no cinema no filme Joaquim, selecionado no Festival de Berlim, onde ele interpretou Tiradentes. Por esse trabalho, ele recebeu uma indicação ao Prêmio Guarani de Melhor Ator.
Em 2018, esteve em Deus Salve o Rei e também recebeu um dos personagens principais no núcleo adulto de Malhação: Toda Forma de Amar, interpretando o policial Marco Rodrigo. Ainda neste ano, protagonizou o filme A Sombra do Pai, trabalho o qual ele recebeu sua segunda indicação ao Prêmio Guarani de Melhor Ator.
Em 2019, protagonizou ao lado de Dira Paes o polêmico filme Divino Amor, uma ficção científica sobre um Brasil distópico. Por sua atuação no filme, ele foi indicado ao Grande Otelo de Melhor Ator Coadjuvante, prêmio concedido pela Academia Brasileira de Cinema.
Em 2021, integra o elenco de Verdades Secretas II, sequência da novela homônima no Globoplay, onde interpretou Nicolau, um homem que agride a esposa, interpretada por Maria Luísa Mendonça.

## Filmografia

### Televisão
| Ano  | Título                            | Personagem                           | Notas                               |
| ---- | --------------------------------- | ------------------------------------ | ----------------------------------- |
| 2009 | Tudo o Que É Sólido Pode Derreter | Caco Klein                           | Episódio: "Senhora"                 |
| 2009 | Trago Comigo                      | Marcelo                              |                                     |
| 2014 | A Teia                            | Jesus                                | Episódio: "18 de fevereiro"         |
| 2014 | Império                           | Jairo dos Santos                     |                                     |
| 2016 | Velho Chico                       | Clemente                             | Episódio: "14 de março-11 de abril" |
| 2016 | 1 Contra Todos                    | Magrão                               |                                     |
| 2017 | Os Dias Eram Assim                | Marcos                               |                                     |
| 2018 | Entre Irmãs                       | Antônio Teixeira (Carcará)           |                                     |
| 2018 | Deus Salve o Rei                  | Aires                                |                                     |
| 2018 | Lama dos Dias                     | Sérgio Tripa                         |                                     |
| 2018 | Carcereiros                       | Marcinho Galã                        | Episódio: "Psicóloga"               |
| 2019 | Malhação: Toda Forma de Amar      | Marco Rodrigo dos Santos             |                                     |
| 2019 | Irmãos Freitas                    | Julio Tavares                        |                                     |
| 2020 | Hard                              | Marcelo Pereira / Marcelo Mastroduro |                                     |
| 2021 | Verdades Secretas                 | Nicolau                              | Temporada 2                         |

### Cinema
| Ano  | Título                       | Personagem                   | Notas          |
| ---- | ---------------------------- | ---------------------------- | -------------- |
| 2006 | Antônia                      | Noivo                        |                |
| 2010 | Eu Não Quero Voltar Sozinho  | Professor Rubens             | Curta-metragem |
| 2010 | Último Caso                  | Rupert McEntire              | Curta-metragem |
| 2010 | Máscara Negra                | Gregório                     | Curta-metragem |
| 2011 | Trabalhar Cansa              | Homem de terno               |                |
| 2011 | Pra Eu Dormir Tranquilo      |                              | Curta-metragem |
| 2011 | Centro de Gravidade          | Renato                       |                |
| 2014 | Hoje Eu Quero Voltar Sozinho | Professor Rubens             |                |
| 2014 | Não Pare na Pista            | Hippie                       |                |
| 2017 | Joaquim                      | Joaquim José da Silva Xavier |                |
| 2017 | Entre Irmãs                  | Antônio Teixeira (Carcará)   |                |
| 2018 | A Sombra do Pai              | Jorge                        |                |
| 2018 | Under The Eyes               | Zeca                         |                |
| 2019 | Divino Amor                  | Danilo                       |                |

## Prêmios e indicações
| Ano  | Associações                         | Categoria               | Nomeações       | Resultado | Ref.   |
| ---- | ----------------------------------- | ----------------------- | --------------- | --------- | ------ |
| 2018 | CinEuphoria Awards                  | Melhor Ator             | Joaquim         | Indicado  |        |
| 2018 | CinEuphoria Awards                  | Melhor Elenco           | Joaquim         | Indicado  |        |
| 2018 | Prêmio Guarani de Cinema Brasileiro | Melhor Ator             | Joaquim         | Indicado  |        |
| 2018 | Rio Fantastik Festival              | Melhor Ator             | A Sombra do Pai | Venceu    | [ 12 ] |
| 2020 | Prêmio Guarani de Cinema Brasileiro | Melhor Ator             | A Sombra do Pai | Indicado  |        |
| 2020 | Grande Prêmio do Cinema Brasileiro  | Melhor Ator Coadjuvante | Divino Amor     | Indicado  | [ 1 ]  |